# Matej Beňuš

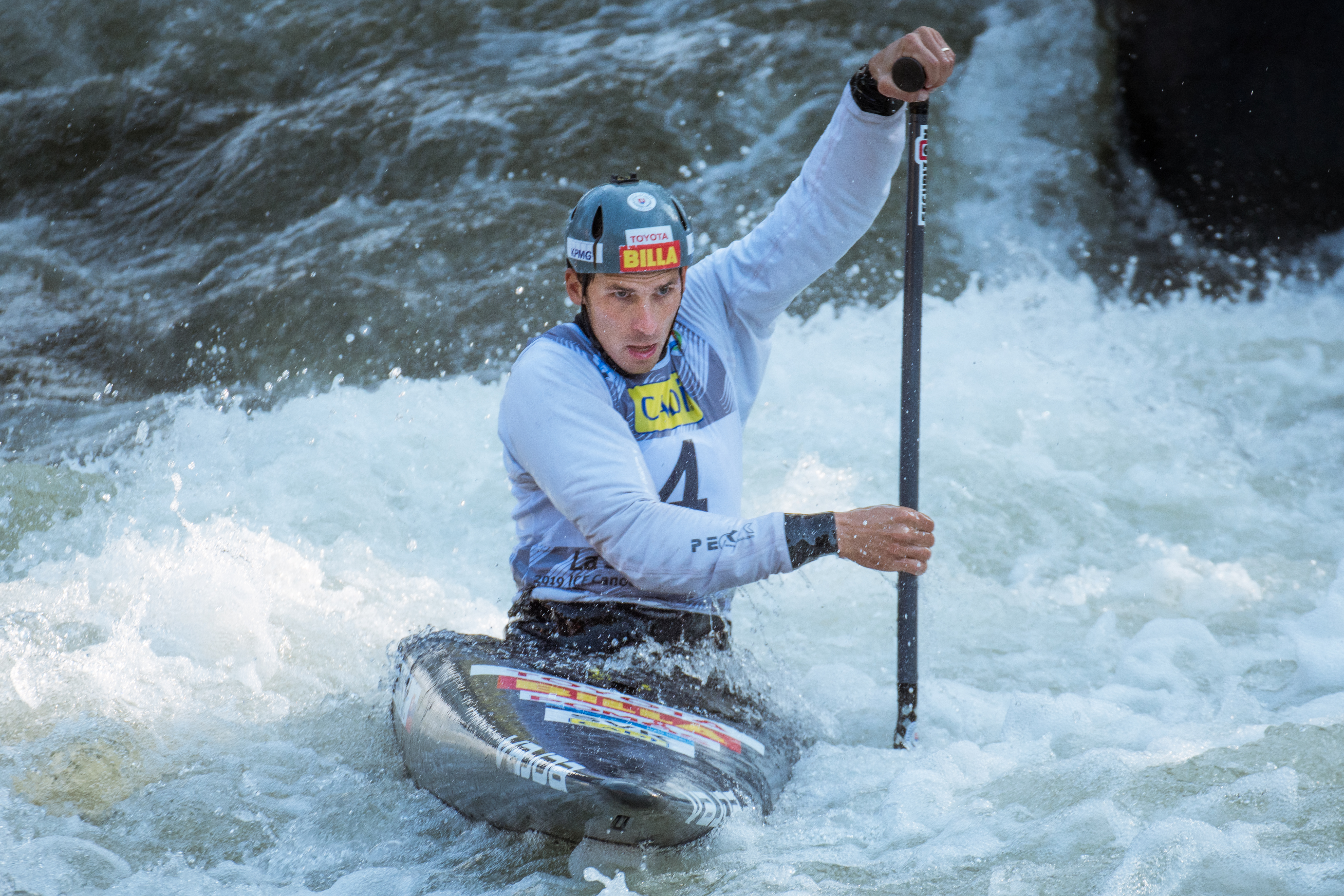
Matej Beňuš durant le Championnats du monde de slalom 2019.

Matej Beňuš (2 novembre 1987) est un céiste slovaque pratiquant le slalom et la descente.

## Palmarès

### Jeux olympiques
- 2016 à Rio de Janeiro, Brésil
  -  Médaille d'argent en C-1
- 2024 à Paris, France
  -  Médaille de bronze en C-1

### Championnats du monde de canoë-kayak slalom
- 2009 à La Seu d'Urgell, Espagne
  -  Médaille d'or en relais 3xC1
- 2010 à Tacen, Slovénie
  -  Médaille d'or en relais 3xC1
- 2011 à Bratislava, Slovaquie
  -  Médaille d'or en relais 3xC1
  -  Médaille de bronze en C1
- 2013 à Prague, République tchèque
  -  Médaille d'or en relais 3xC1
- 2014 à Deep Creek Lake, Etats-Unis
  -  Médaille d'or en relais 3xC1
- 2015 à Londres, Royaume-Uni
  -  Médaille d'or en relais 3xC1
- 2019 à La Seu d'Urgell,  Espagne
  -  Médaille d'or en relais 3xC1
- 2022 à Augsbourg,  Allemagne
  -  Médaille d'argent en relais 3xC1

### Championnats du monde de descente
- 2017 à Pau, France
  -  Médaille d'argent en sprint C1

### Championnats d'Europe de canoë-kayak slalom
- 2007 de Liptovský Mikuláš, Slovaquie
  -  Médaille d'or en relais 3xC1
- 2008 de Cracovie, Pologne
  -  Médaille d'or en relais 3xC1
- 2010 à Čunovo Slovaquie
  -  Médaille d'or en relais 3xC1
  -  Médaille d'argent en C1
- 2012 à Augsbourg, Allemagne
  -  Médaille d'or en relais 3xC1
- 2013 à Cracovie, Pologne
  -  Médaille d'or en relais 3xC1
  -  Médaille de bronze en C1
- 2015 à Markkleeberg, Allemagne
  -  Médaille d'or en relais 3xC1
  -  Médaille de bronze en C1
- 2016 à Liptovský Mikuláš, Slovaquie
  -  Médaille d'or en relais 3xC1
- 2021 à Ivrée,  Italie
  -  Médaille d'or en C1 par équipe
  -  Médaille d'or en C1
- 2023 à Cracovie,  Pologne (aux Jeux européens de 2023)
  -  Médaille d'argent en C1 par équipes
- 2025 à Vaires-sur-Marne,  France
  -  Médaille de bronze en C1 par équipes